# William Stephen Whitelaw
William Whitelaw, I visconte Whitelaw (Nairn, 28 giugno 1918 – Penrith, 1º luglio 1999), è stato un politico britannico.
Fu Leader della Camera dei comuni e Leader della Camera dei lord.

## Biografia
William Whitelaw era figlio di William Alexander Whitelaw e Helen Russell. Il padre, membro di una famiglia della landed gentry, morì in combattimento durante la Grande Guerra. La madre era figlia di un notabile di Nairn.
Whitelaw frequentò la Wixenford School, il Winchester College e poi il Trinity College di Cambridge. Durante la seconda guerra mondiale si arruolò nelle Guardie Scozzesi e partecipò allo sbarco in Normandia.
Nel 1955 fu eletto alla Camera dei Comuni per il Partito Conservatore nel Collegio di Penrith and The Border. Nel 1970, sotto il governo di Edward Heath, Whitelaw divenne Lord presidente del Consiglio e Leader della Camera dei comuni. Tra il 1972 e il 1973 fu nominato Segretario di Stato per l'Irlanda del Nord, nel quale ebbe il compito di negoziare con l'IRA. Nel 1975 fu sconfitto da Margaret Thatcher nella corsa alla leadership per il Partito Conservatore.
Dopo la vittoria del Partito Conservatore alle elezioni politiche dl 1979, Whitelaw, stimato dalla stessa Thatcher, venne nominato Segretario dell'interno nel governo Thatcher I, carica che mantenne fino al 1983.
Nel 1983 divenne Pari del Regno Unito. Inoltre divenne Lord presidente del Consiglio e Leader della Camera dei lord. Dopo un attacco di cuore, nel gennaio del 1988 Whitelaw annunciò le dimissioni dai suoi incarichi nella Camera dei Lord. Nell'agosto del 1991 si ritirò definitivamente dalla politica attiva. Morì per cause naturali nel 1999.